# Büro für Weihnachtslieder
Das Büro für Weihnachtslieder mit Sitz in Graz ist die europaweit einzige Auskunftsstelle zum Themenkomplex Weihnachtslieder und Weihnachtsbrauchtum mit einer Datenbank von mehr als 30.000 Einträgen.

## Standort und Tätigkeit des Büros
Das Büro für Weihnachtslieder wurde im Jahr 1991 als Servicestelle des Steirischen Volksliedwerkes von Hermann Härtel gegründet. Es befindet sich in der Innenstadt von Graz in der Sporgasse 23 im Haus des Steirischen Heimatwerks und hat eine Zweigstelle in Mariazell. Leiterin der Grazer Einrichtung ist die österreichische Musikwissenschaftlerin und Volksmusikforscherin Eva-Maria Hois (Stand 2015).
Das Büro für Weihnachtslieder ist die einzige Einrichtung dieser Art in Europa. Die Datenbank des Büros enthält rund 30.000 Einträge über Lieder, Texte, Gedichte, Sprüche, Melodien, Hirten- und Krippenspiele rund um die Themen Weihnachten und Advent. Neben älterer und neuerer alpenländischer Volksmusik sind auch fremdsprachige und volkstümliche Lieder, Spirituals und Popsongs sowie Informationen zum Weihnachtsbrauchtum im deutschsprachigen Raum abrufbar.
Seit seiner Gründung ist das Büro jedes Jahr in der Adventszeit für gut vier Wochen geöffnet. Die Einrichtung erhält während dieser Zeit täglich bis zu 50 Anfragen – telefonisch, persönlich oder per E-Mail. Die Anfragen nach vergessenen Textteilen, Noten oder Liedübersetzungen in exotische Sprachen kommen aus allen Ländern der Welt. Der Service des Büros ist kostenlos.
Nicht nur die Medien in Österreich, sondern auch deutsche Zeitungen wie Die Zeit, der Rundfunksender WDR4, die Deutsche Welle und der Fernsehsender n-tv berichteten bereits über das Büro für Weihnachtslieder in Graz.